# Bash Bunny
O Bash Bunny é um dispositivo USB que é utilizado para teste de intrusão onde ele simula ser um dispositivo legítimo e pode se comunicar com o computador afim de executar instruções no mesmo.

## Funcionamento
O dispositivo tem a capacidade de emular um Gigabit Ethernet, serial, pen drive e um teclado.
A ferramenta é vista como uma evolução do Rubber Ducky onde o Bash Bunny pode combinar várias ações emulando dispositivos diferentes para fazer ataques mais avançados, enquanto o Rubber Ducky somente emula um dispositivo de teclado.